# Przenośnik podwieszony
Przenośnik podwieszony jest urządzeniem do przemieszczania ładunków zawieszonych pod przenośnikiem najczęściej na haku zwanym zawieszką. Zwykle zawieszki są dopasowane kształtem do transportowanych przedmiotów.
Przenośniki podwieszone wykorzystywane są w szczególnie w miejscach, w których ze względu na małą ilość przestrzeni trzeba przenieść transport ponad obszarem roboczym i drogami komunikacyjnymi. Wykorzystuje się je również w procesach technologicznych (np. w malarniach proszkowych), transporcie międzyoperacyjnym i międzywydziałowym.

## Budowa przenośnika podwieszonego
Przenośnik podwieszony składa się z toru jezdnego, po którym poruszają się wózki z zawieszkami lub łańcuch do którego doczepione są zawieszki.
Napęd wózków może być realizowany poprzez napędzany łańcuch znajdujący się na osobnym torze – w takim przypadku mamy do czynienia z przenośnikiem podwieszonym dwutorowym.
Napęd przenośnika realizowany jest poprzez napędzanie łańcucha, które odbywa się za pomocą przekładni ciernej lub zębatej.
Tor jezdny wykonany jest zwykle z teownika lub ceownika. Materiałem na tor jest stal lub coraz częściej stopy aluminium szczególnie dla przenoszenia lekkich elementów.

## Podstawowe dane techniczne przenośników podwieszonych
- długość – długość toru jezdnego, po którym poruszają się wózki lub łańcuch,
- podziałka zawieszek – odległość pomiędzy poszczególnymi zawieszkami,
- prędkość – dla łańcuchów napędzanych,
- obciążenie – maksymalny dopuszczalny ciężar transportowanego ładunku

## Podział przenośników podwieszonych
- jednotorowe,
- dwutorowe.

Przenośniki podwieszone jednotorowe posiadają jeden tor, po którym poruszają się wózki lub łańcuch, który może być napędzany.
Przenośniki podwieszone dwutorowe posiadają dwa tory; przy czym po jednym torze poruszają się wózki lub łańcuch z zawieszkami, natomiast po drugim torze porusza się łańcuch napędowy, z którego za pomocą zaczepów przekazywany jest napęd na pierwszy tor.